# دنیلو کاراس
دنیلو کاراس (اوکراینی: Данило Андрійович Карась؛ زادهٔ ۲ ژانویهٔ ۱۹۹۷) بازیکن فوتبال است.
از باشگاه‌هایی که در آن بازی کرده‌است می‌توان به باشگاه فوتبال آرسنال کی‌یف اشاره کرد.
[== منابع ==
- مشارکت‌کنندگان ویکی‌پدیا. «Danylo Karas». در دانشنامهٔ ویکی‌پدیای انگلیسی، بازبینی‌شده در ۱۷ مارس ۲۰۲۲.